# Białoruski Niezależny Związek Zawodowy
Białoruski Niezależny Związek Zawodowy (BNZZ) (белар. Беларускі Незалежны прафсаюз гарнякоў, хімікаў, нафтаперапрацоўшчыкаў, энэргетыкаў, транспартніка і іншых работнікаў) – białoruski niezależny związek zawodowy górników, pracowników chemicznej, naftowej, energetycznej, transportowej, budowlanej i innych branż (po angielsku: The Belarusian Independent trade union of miners, chemists, oil-refiners, transport workers, builders and other workers).

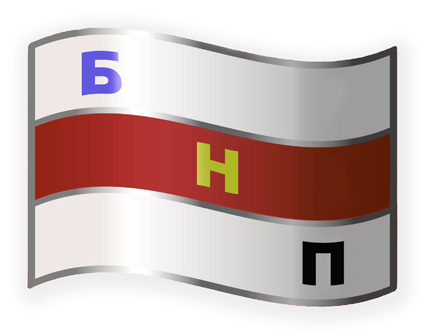

Związek utworzono 3 czerwca 1993 z inicjatywy Niezależnego Związku Zawodowego Górników Białorusi. 
Jego przewodniczącym jest Mikalaj Zimin.
BNZZ jest największym stowarzyszeniem niezależnego ruchu robotniczego na Białorusi. Organizacja jednoczy prawie 7000 pracowników z różnych branż. Największą aktywnością wyróżniają się organizacje petrochemicznego kompleksu w Salihorsku ("Biełaruśkalij"), Mozyrze ("Rafineria Mozyrska»), Nawapołocku ("Naftan»), Grodnie («Grodno Azot"), Bobrujsku ("Belshina") – założone w najbardziej rentownych dużych przedsiębiorstwach.
BNZZ jest subiektem Białoruskiego Kongresu Demokratycznych Związków Zawodowych. BNZZ jest również członkiem Międzynarodowej Federacji Związków Zawodowych Chemicznych, górnictwa i innych branż (ICEM).

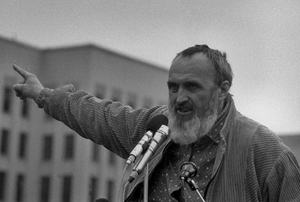

Organizacja współpracuje ze związkami zawodowymi w kraju. Są to głównie Sojusz Republikański radiowej branży elektronicznej, Białoruski Wolny Związek Zawodowy, Wolny Związek Zawodowy Metalowców. Interakcje z oficjalną państwową Federacją Związków Zawodowych Białorusi są często trudne i ostrożne. Zasadniczo współpraca ogranicza się do konkretnych zadań w ramach poszczególnych grup roboczych (zawarcia wspólnych umów zbiorowych). W działalności politycznej BNZZ skupia się głównie na współpracy z demokratycznymi partiami politycznymi. Członkowie Związku brali udział w kampanii wyborczej jako kandydaci do Izby Reprezentantów.

## Historia BNZZ
W ZSRR (w tym na Białorusi) związki zawodowe były pod pełną kontrolą organów państwowych, a jednym z głównych ich zadań było wdrożenie "decyzji podjętych przez Partię Komunistyczną i rząd radziecki". Pracownicy otwarcie wyrażali swoją nieufność zarówno wobec partii, jak i aktywistów związków zawodowych, uważając, że są to części systemu aparatu władzy. Zmiany w życiu politycznym miały wpływ na sytuację w ruchu związków zawodowych. Koniec lat 80. uważa się za początek poważnych zmian w ruchu związkowym na Białorusi.
W 1989 w Salihorsku zostało utworzone niezależne stowarzyszenie "Sojusz Pracy". Następnie zaczęto aktywnie organizować komitety robotnicze. Pracownicy przedstawili swoje wymagania dotyczące zmian politycznych i gospodarczych: wzrost pensji, poprawę warunków pracy, zniesienie monopolu w życiu politycznym.

W tym czasie w firmie "Biełaruśkalij" płace były bardzo niskie. Górnicy ciężko pracując zarabiali mniej, niż pracownicy innych przedsiębiorstw w mieście. Dzień roboczy górników często przedłużał się do 11 godzin, ponieważ nie brało się pod uwagę czasu potrzebnego, by zejść do kopalni i dostarczyć pracowników do miejsca pracy i z powrotem. Na dodatek, kierownictwa nie interesowały problemy robotników, w tym najważniejszy - zapewnienie bezpieczeństwa pracy.
W 1990 roku górnicy w Salihorsku dojrzali do zjednoczenia się w jedną organizację - pierwszy niezależny związek zawodowy zgromadził około 400 osób. 6 października 1991 pierwszym przewodniczącym Niezależnego Związku Zawodowego Górników Białorusi został Ivan Jurhiewicz.
W 1991 rozpoczęło się drukowanie gazety „Solidarność”. Internetowa wersja gazety ukazuje się na stronie: http://gazetaby.com
Dniem narodzin Niezależnego Związku Zawodowego Górników Białorusi jest 27 grudnia 1991, kiedy odbyła się konferencja założycielska. Nie wszystkie struktury przedsiębiorstwa były zaangażowane w proces tworzenia organizacji związkowych. Jednak dość szybko z taką inicjatywą wystąpiły również i inne działy przedsiębiorstwa. Już w roku 1992 do NZZGB należało 430 osób. Przewodniczącym został IGP Mikałaj Nowikaw.
W lutym 1992, na pierwszej konferencji pracownicy niezależnych związków zawodowych zdecydowali się rozpocząć strajk. Żądali zwiększenia wynagrodzenia, gwarancji społecznych, zapewnienia dobrych warunków pracy. Strajk trwał 44 dni i później został uznany bezprawnym. Jednocześnie górnicy i członkowie ich rodzin rozpoczęli głodówkę, która trwała 18 dni. Następnie Związek zorganizował pieszy marsz do Mińska (130 km).
Przeprowadzone akcje nie okazały się daremne. Płaca w «Belaruskalij» została zwiększona o 3-4 razy. W 1993 roku podpisano pierwszą umowę zbiorową z pracodawcą. O jedną godzinę został zmniejszony czas pracy dla górników. Urlop dla osób pracujących pod ziemią został przedłużony do 66 dni.
Na mocy decyzji Trzeciego Zjazdu Nadzwyczajnego z dn. 3 czerwca 1993 nazwa organizacji została zmieniona na Białoruski Niezależny Zawodowy Związek Górników, pracowników chemicznej, naftowej, energetycznej, transportowej, budowlanej i innych branż.
W przeciągu lat 90. działacze BNZZ walczyli o interesy nie tylko swoich członków, ale wszystkich pracowników w kraju, organizując masowe protesty. Wśród najbardziej znaczących wydarzeń w tym okresie wyodrębnia się:
- Październik 1996 – marsz robotników Salihorsk-Mińsk. Ich główne wymagania można było przeczytać na plakatach, które protestujący trzymali w rękach: «Godną emeryturę dla emerytów!», «Bezrobotnym – zasiłek na życie, nie na zagładę!», «Dla lekarzy i nauczycieli – godne wynagrodzenia!» Uczestnicy zostali zatrzymani przez policję, dostali mandaty.
- Kwiecień 1997 – wyścigi rowerowe pod hasłem: "Nie – społecznemu Czarnobylowi».
- Październik 1998 – masowy wiec w centrum Salihorska i manifestacja na ulicach miasta. W rezolucji przyjętej podczas akcji przez jej uczestników zaznaczano: niski poziom opieki medycznej, zwiększenie poziomu zachorowalności i śmiertelności, a także to, że podwyżka cen nie jest odpowiednia do podwyższenia płac. Również w rezolucji mówiło się o tym, że robotnicy “Belaruskalij” mają prawo do części dochodów netto przedsiębiorstwa. Uchwała została wysłana do kierownictwa firmy, władz miasta, Rady Ministrów i administracji prezydenckiej. W przypadku odmowy rozpatrzenia sprawy pracowników, robotnicy byli przygotowani, żeby zaprzestać wydobycia rudy. W tym samym roku został zorganizowany "włoski" strajk i natychmiast podpisana umowa o stopniowym zwiększeniu wynagrodzenia, które było przewidziane przez umowę zbiorową.

W wyniku nacisków ze strony władz w latach 2001–2005 liczba należących do niezależnych związków zawodowych zmalała z 10000 do 7000 członków. W samym 2004 roku siedziba BNZZ musiała trzykrotnie się przenosić. Mimo wszystkich trudności, białoruski niezależny związek zawodowy do tej pory pozostaje najbardziej licznym i wpływowym związkiem zawodowym na Białorusi.
Jednym z najważniejszych kierunków pracy BNZZ jest rozpoczęcie działań nad inicjowaniem zniesienia dekretu nr 29 z dnia 26 lipca 1999, oraz przerwanie masowego podpisywania kontraktów z pracownikami zamiast zawierania umów o pracę, co jest niezgodne ze międzynarodowymi standardami pracy oraz prawem narodowym.
W lipcu 2022 r. Sąd Najwyższy Białorusi zamknął BNZZ i inne niezależne białoruskie związki zawodowe.